# Алі Дівандарі
Алі Дівандарі (перс. علی دیواندری alī divāndarī МФА: [æliː diːvɒːndæriː]; нар. 1957, Себзевар) — іранський карикатурист, художник, дизайнер, скульптор і журналіст.
Алі Дівандарі народився в 1957 році. Закінчив Факультет образотворчого мистецтва Тегеранського університету. З 1975 року почав друкуватися у найвідоміших газетах і журналах Ірану. Переможець багатьох міжнародних конкурсів карикатур. 2002 року став лауреатом конкурсу «Незалежність» і був відзначений спеціальним призом «Перця».

## Біографія

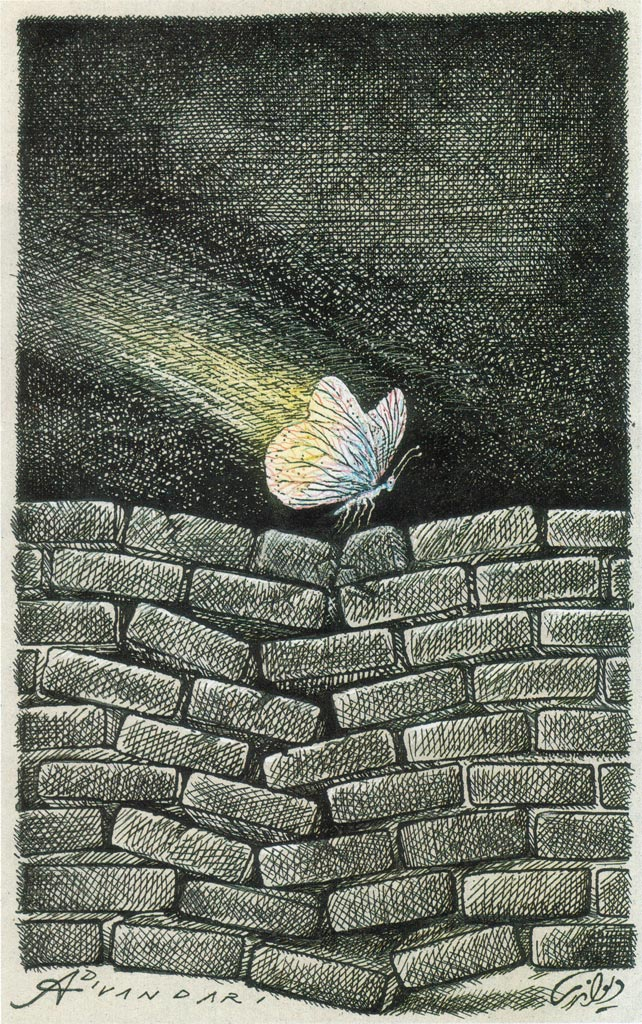
Мультфільм Алі Дівандарі
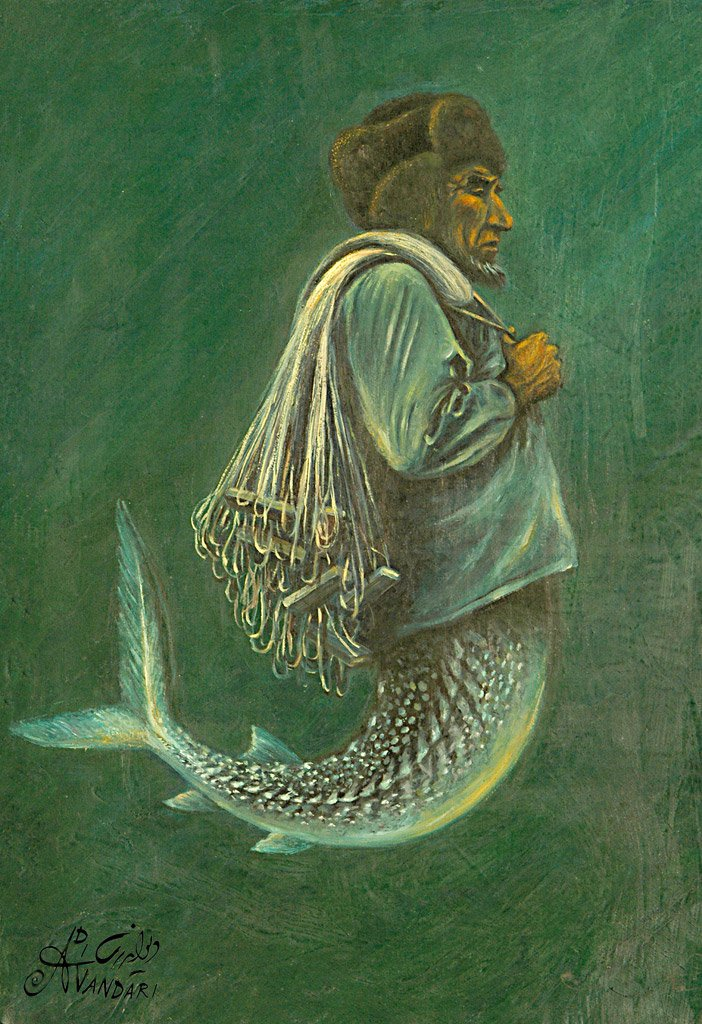
Картини Алі Дівандарі
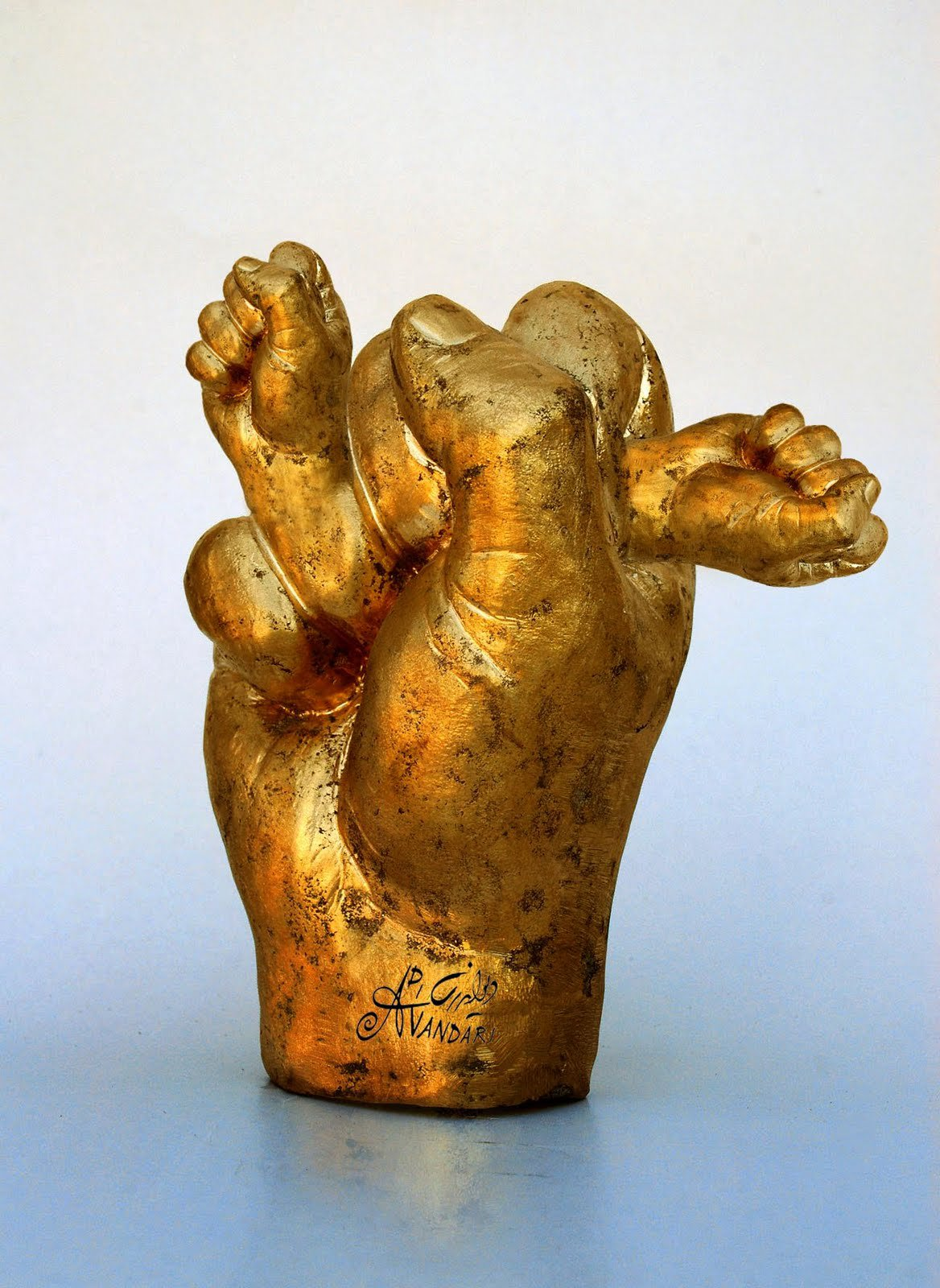
Скульптура Алі Дівандарі
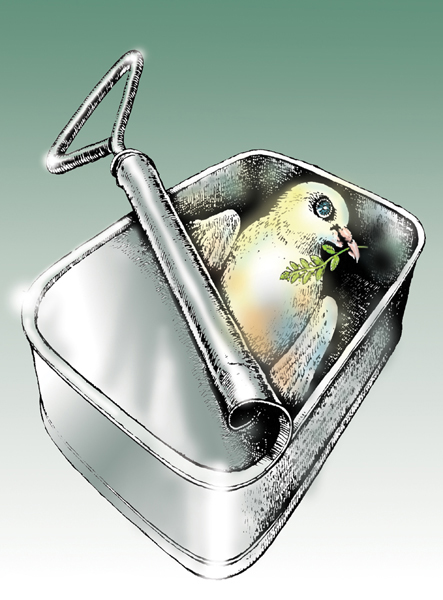
Мультфільм Алі Дівандарі